# North America Cup
North America Cup är ett passgångslopp för 3-åriga varmblodiga passgångshästar som körs varje år i juni på Mohawk Racetrack i Campbellville i Kanada. Loppet har körts sedan 1984, då det ersatte Queen City Pace som kördes mellan 1964 och 1983.
Loppet kördes 1984–1993 på Greenwood Raceway och 1994–2006 på Woodbine Racetrack. Det är ett av Nordamerikas största passgångslopp, med en samlad prissumma på $1 000 000.

## Segrare
| År   | Häst               | Kusk                | Tränare             | Tid    |
| ---- | ------------------ | ------------------- | ------------------- | ------ |
| 2020 | Tall Dark Stranger | Yannick Gingras     | Nancy Takter        | 1:48.2 |
| 2019 | Captain Crunch     | Scott Zeron         | Nancy Takter        | 1:47.2 |
| 2018 | Lather Up          | Montrell Teague     | Clyde Francis       | 1:48.1 |
| 2017 | Fear the Dragon    | David Miller        | Brian Brown         | 1:48.4 |
| 2016 | Betting Line       | David Miller        | Casie Coleman       | 1:47.4 |
| 2015 | Wakizashi Hanover  | Tim Tetrick         | Joann Looney-King   | 1:48.0 |
| 2014 | JK Endofanera      | Brian Sears         | Ron Burke           | 1:48.4 |
| 2013 | Captaintreacherous | Tim Tetrick         | Tony Alagna         | 1:48.3 |
| 2012 | Thinking Out Loud  | Randy Waples        | Robert McIntosh     | 1:47.4 |
| 2011 | Up The Credit      | Jody Jamieson       | Carl Jamieson       | 1:49.3 |
| 2010 | Sportswriter       | Mark J. MacDonald   | Casie Coleman       | 1:48.3 |
| 2009 | Well Said          | Ronald Pierce       | Steve Elliott       | 1:48.1 |
| 2008 | Somebeachsomewhere | Paul MacDonell      | Brent MacGrath      | 1:49.0 |
| 2007 | Tell All           | Jody Jamieson       | Blair Burgess       | 1:50.3 |
| 2006 | Total Truth        | Ronald Pierce       | Brenda Teague       | 1:49.1 |
| 2005 | Rocknroll Hanover  | Brian Sears         | Brett Pelling       | 1:49.4 |
| 2004 | Mantacular         | Catello Manzi       | Larry Rathbone      | 1:51.2 |
| 2003 | Yankee Cruiser     | Dean Magee          | Tim Pinske          | 1:49.3 |
| 2002 | Red River Hanover  | Luc Ouellette       | William Robinson    | 1:48.4 |
| 2001 | Bettor's Delight   | Michel Lachance     | Scott McEneny       | 1:50.0 |
| 2000 | Gallo Blue Chip    | Daniel Dubé         | Mark Ford           | 1:50.1 |
| 1999 | The Panderosa      | John Campbell       | Brett Pelling       | 1:49.4 |
| 1998 | Straight Path      | Michel Lachance     | Shawn Robinson      | 1:51.2 |
| 1997 | Gothic Dream       | John Campbell       | Jack Darling        | 1:50.4 |
| 1996 | Arizona Jack       | John Campbell       | Gary Machiz         | 1:55.1 |
| 1995 | David's Pass       | John Campbell       | Brett Pelling       | 1:52.1 |
| 1994 | Cam's Card Shark   | John Campbell       | William Robinson    | 1:51.4 |
| 1993 | Presidential Ball  | Ron Waples          | William Robinson    | 1:51.0 |
| 1992 | Safely Kept        | Michel Lachance     | Joe Holloway        | 1:53.1 |
| 1991 | Precious Bunny     | John Campbell       | William Robinson    | 1:53.0 |
| 1990 | Apaches Fame       | William "Bud" Fritz | William "Bud" Fritz | 1:53.4 |
| 1989 | Goalie Jeff        | Steve Condren       | Thomas Artandi      | 1:53.2 |
| 1988 | Runnymede Lobell   | Yves Filion         | Yves Filion         | 1:54.4 |
| 1987 | Jate Lobell        | Mark O'Mara         | Mark O'Mara         | 1:52.3 |
| 1986 | Quite A Sensation  | Trevor Ritchie      | R. Claire Porter    | 1:54.3 |
| 1985 | Staff Director     | Dave Wall           | Dave Wall           | 1:55.2 |
| 1984 | Legal Notice       | Dr. John Hayes      | Dr. John Hayes      | 1:55.3 |